# Tuzson Erzsébet
Tuzson Erzsébet (Kézdiszentkereszt, 1926. december 26.−) erdélyi magyar helytörténet-kutató, pedagógiai szakíró, bibliográfus.

## Életútja
Tanulmányait Sepsiszentgyörgyön, a ferencesek zárdájában, majd Sopronban folytatta az Orsolya-rendi nővérek tanítóképzőjében, s végül 1946-ban Csíksomlyón szerzett tanítónői oklevelet. Tanítói pályáját Nagyváradon kezdte 1947-ben, s rövidebb megszakításokkal ott tanított nyugdíjazásáig. Közben 1962-ben tanári oklevelet szerzett a BBTE Filológia Karán magyar nyelv és irodalomból.

## Munkássága
Szakmai érdeklődése a nyelvoktatás módszeres eljárásainak hatékonyságára irányult, különös tekintettel a nyelv és a gondolkodás, a kifejezőkészség fejlesztésére. Ennek a kérdésnek az elemzésével foglalkoznak a Bihar Megyei Pedagógusok Házának tájékoztatóiban megjelent értekezései is. A Tanügyi Újság hasábjain 1970–80 között az önálló munkáltatásról, az órarendszerek, feladatrendszerek jelentőségéről cikkezett. Az évenkénti fogalmazási versenyek eredményeit a helyi napilapban elemezte 1969–73 között.
Már indulásától, 1968-tól tagja lett a Romániai Magyar Irodalmi Lexikon munkaközösségének, feldolgozta Nagyvárad magyar irodalmi és művelődési életének történetét: összeállította az első világháború után Nagyváradon elsőként megjelent, rövid életű irodalmi és művészeti hetilapok – Tavasz és Magyar Szó – tartalmi mutatóját, valamint a Királyhágómelléki Református Iratterjesztés kiadványainak (1926–41) jegyzékét, s az EME megrendelésére elkészítette a két legjelentősebb két háború közötti váradi lap, a Nagyvárad és a Nagyváradi Napló – egyelőre kéziratban lévő – analitikus bibliográfiáját (1920–40).

## Művei
- A nagyváradi műkedvelő színjátszás története; szerk. Pásztai Ottó, Tuzson Erzsébet; Nagyváradi Premontrei Öregdiákok Egyesülete, Nagyvárad, 2007